# ハインリヒ24世 (ロイス＝ケストリッツ伯)
ハインリヒ24世（Heinrich XXIV. Graf Reuß-Köstritz, 1681年7月26日 - 1748年7月24日）は、ロイス家の（統治者身分でない）分流であるロイス＝ケストリッツ家の始祖。ロイス＝ケストリッツ伯。

## 生涯
ロイス＝シュライツ伯ハインリヒ1世（1639年 - 1692年）とその3番目の妻の伯爵令嬢アンナ・エリーザベト・フォン・ジンツェンドルフ（1659年 - 1683年）の間の一人息子。1692年に父が死ぬと、異母兄ハインリヒ11世（1669年 - 1726年）がシュライツを受け継いだのに対し、ハインリヒ24世はケストリッツを領邦主権を伴わない分封領（パラギウム）として与えられた。
ケストリッツはハインリヒ24世の下でエーベルスドルフと並んでテューリンゲン地方における敬虔主義の中心地に成長した。ケストリッツの彼の宮廷は、ドイツ啓蒙時代が理想とした信心深く質素な宮廷の模範例の一つと称賛された。ハインリヒ24世の取り組んだ行政改革は、他すべてのロイス家諸家領にも適用された。全ドイツのお手本となったのは、1733年にツォイレンローダの矯正院の受刑者に労働義務を課すと同時に教育の機会を設けたことである。これは人道主義に基づく矯正の観念をドイツ語圏の社会に普及するうえで大きく貢献した。

## 子女
1704年5月6日ブレスラウで、ヨハン・クリストフ・フォン・プロムニッツ男爵の娘エレオノーレ（1688年 - 1776年）と結婚した。11人の子をもうけた。
- ハインリヒ5世（1706年 - 1713年）
- ハインリヒ6世（1707年 - 1783年） - ケストリッツ長子系の始祖
- ハインリヒ8世（1708年 - 1710年）
- ルイーゼ（1710年 - 1756年）
- ハインリヒ9世（1711年 - 1780年） - ケストリッツ中子系の始祖
- ゾフィア（1712年 - 1781年） - 1735年ローフス・フリードリヒ・ツー・リナール（ドイツ語版）伯爵と結婚
- ハインリヒ10世（1715年 - 1741年）
- ハインリヒ13世（1716年 - 1717年）
- ハインリヒ16世（1718年 - 1719年）
- コンラディーナ・エレオノーラ（1719年 - 1770年） - 1743年ロイス＝グライツ侯ハインリヒ11世と結婚
- ハインリヒ23世（1722年 - 1787年） - ケストリッツ末子系の始祖